# 外接球

一个立方体的外接球

外接球是几何学中的基本概念，三维空间中一个多面体的外接球是一个使得该多面体的所有顶点都在其上的球面，这时称这个多面体为球内接多面体，外接球的球心被称为该多面体的外心。
每个多面体至多有一个外接球。也就是说，如果某个多面体有外接球，那么它的外接球是唯一的。并非所有的多面体都有外接球。四面体以及正多面体、正多角锥、正多棱柱都有外接球。

## 四面体的外接球
可以证明，每个四面体都有外接球。外接球的球心在四面体任一条边的垂直平分面上，它在四面体每一面上的投影，都是那个面的三角形的外心。